# International AIDS Candlelight Memorial
International AIDS Candlelight Memorial är en temadag som syftar till att öka kunskapen om hiv och aids och infaller den tredje söndagen i maj. Bakom rörelsen står GNP+ (Global Network Of People Living With HIV). International AIDS Candlelight Memorial grundades 1983. Ett annat arrangemang är Världsaidsdagen vilket ägde rum första gången 1988. 

## Historia
International AIDS Candlelight Memorial grundades 1983, en tid då hiv och aids började sprida sig i USA. Bakom initiativet stod fyra unga män som alla bar på sjukdomen: Bobbi Campbell, Bobby Reynolds, Dan Turner och Mark Feldman. Tillsammans organiserade de en marsch i San Francisco som fick 1000-tals personer att engagera sig i frågan. Sedan dess har rörelsen samlat människor världen över för att hedra de som avlidit i hiv och aids samt stötta de som blivit smittade och deras anhöriga.

## Uppdrag
International AIDS Candlelight Memorial har som uppgift att hedra, stödja och företräda personer som lever med hiv. Målet är att förbättra förutsättningarna att överleva sjukdomen och undvika att den övergår i aids. Rörelsen arbetar för att hiv-positiva ska ha möjlighet att leva ett hälsosamt och värdigt liv. Uppdraget går ut på att stötta de som förlorat en anhörig i hiv, visa solidaritet med de drabbade, öka kunskapen om sjukdomen och minska diskriminering och stigmatisering. 

## Opinionsbildning
International AIDS Candlelight Memorial har som mål att öka medvetenheten kring sjukdomen och arbeta med opinionsbildning. På agendan finns bland annat frågan om vård och förebyggande åtgärder. International AIDS Candlelight Memorial genomför också insatser för att motverka diskriminering och stigmatisering. Organisationen arbetar även för att öka resurserna för behandling av hiv, malaria, tuberkulos och andra relaterade sjukdomar. En annan viktig fråga är att skapa större inflytande för hiv-positiva i samhället. 

## International AIDS Candlelight Memorial i Sverige
Candlelight Memorial Day uppmärksammas i Sverige av bland annat organisationen Hiv-Sverige vilka delar ut Heders-Red Ribbon, som är designade av Michaela de la Cour. Heders-Red Ribbon ges till personer som gjort något betydelsefullt för hivpositivas livssituation under året som gått. 
De som hittills erhållit Heders Red Ribbon är:
- 2005 – Överläkare Pehr-Olov Pehrsson, för hans insatser inom spermatvätt
- 2006 – Sprututbytesprogrammet i Malmö
- 2007 – Kurator Christina Ralsgård, för hennes arbete med barn och unga
- 2008 – Andreas Lundstedt – för synliggörande av hivpositiva
- 2009 – Walter Heidkampf, för hans kamp mot diskriminering
- 2010 – Anna Maria Sörberg, för sitt arbete mot kriminalisering genom boken ”Det sjuka”
- 2011 – Hans Nilsson, för sitt arbete med ökad livskvalitet och hivpositivas rättigheter
- 2012 – Steve Sjöquist, för att under många år spridit kunskap, förståelse och synliggjort hivpositiva.[1]